# تاريخ الفلسفة (مادة معرفية)
تاريخ الفلسفة هو مجال فلسفي بحد ذاته يشغل مكانة كبيرة في التعليم الجامعي الفرنسي. وقد أعطيت له هذه المكانة في بداية القرن XIX . على يد فيكتور كوزين ، الفيلسوف ووزير التعليم العام في عام 1840 .

## وجهات نظر عديدة
تطرح مسألة تاريخ الفلسفة ، منذ فجر العصور القديمة . ويمكن ذكر وجهتي نظر متعارضتين : إما يُنظر إلى تاريخ الفلسفة على أنه مسار نحو الحقيقة، أو على أنه إغراق في النسبية.